# Khémisset (stad)
Khémisset is een stad in het noordelijke binnenland van Marokko met 131.542 inwoners, geregistreerd bij de Marokkaanse volkstelling van 2014.[1] Het ligt aan de snelweg A2 tussen Rabat (81 km) en Meknès (57 km), en is de hoofdstad van de provincie Khémisset.
De provincie Khémisset ligt tussen de Atlas en het noordwesten, op 37 km afstand van de oceaan. Het klimaat is gematigd en bevorderlijk voor de landbouw. De regio heeft twee dammen, achttien valleien en een dayet roumi. De regio Khémisset vertegenwoordigt de Marokkaanse linzenproductie, waar jaarlijks 10.000 hectare wordt verbouwd, en de productie bedraagt 100.000 kwintalen. Zoete druiven voor wijn worden ook op grote schaal geproduceerd. In 2019 werd 580 miljoen ton potas ontdekt in de provincie Khemisset. De productie zal in 2024 beginnen door bedrijf Emmerson PLC. De initiële productie zal naar schatting 800.000 ton per jaar bedragen.

## Partnersteden
- Le Havre
- Montauban
- Dreux
- Toulon
- Marseille
- Buenos Aires, sinds 2008
- Stockholm

## Geboren
- Najat Aâtabou (1960), zangeres, tekstschrijver en componist
- Brahim Boutayeb (1967), atleet
- Bouchra Ghezielle (1979), atleet